# Villa Eduard-Bilz-Straße 28 (Radebeul)
Die Villa Eduard-Bilz-Straße 28 steht im Stadtteil Serkowitz der sächsischen Stadt Radebeul. Sie wurde um 1877 von den Gebrüdern Ziller errichtet.

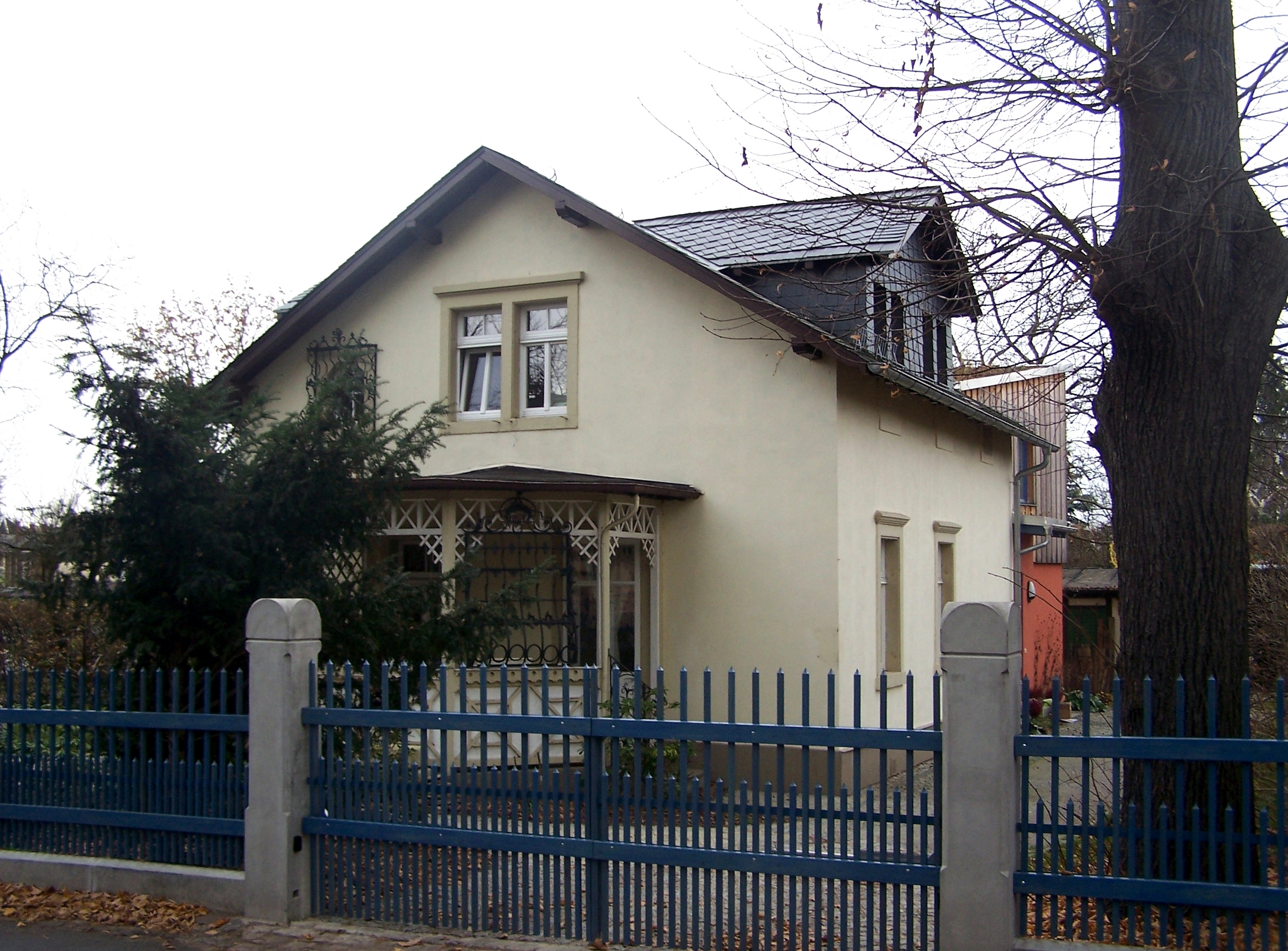
Villa Eduard-Bilz-Straße 28

## Beschreibung
Die heute unter Denkmalschutz stehende, kleine eingeschossige Villa wurde nach dem Bauantrag vom Oktober 1876 auf der damaligen Grenzstraße zwischen Radebeul und Serkowitz auf der Serkowitzer Straßenseite errichtet und konnte nach der Baurevision vom Dezember 1881 bezogen werden. Es handelt sich wohl um „das kleinste Zillerhaus“.
Das giebelständig zur Straße ausgerichtete Wohngebäude hat ein überstehendes, flaches Schiefer-Satteldach mit zwei auffälligen Dachhäusern auf den beiden Traufseiten. In der Straßenansicht steht eine „hübsche“, offene Holzveranda in Form einer  polygonalen Holzlattenlaube, an dieser befinden sich barocke Ziergitter mit der Jahreszahl 1767, vermutlich als Spolien integriert. Über der Veranda befindet sich ein Koppelfenster mit Sandsteingewände und Horizontalverdachung, links daneben ein kleineres Ovalfenster mit einem davor angebrachten Ziergitter.
Auf der linken Südseite des Gebäudes befinden sich drei Fensterachsen, ebenfalls mit Sandsteingewänden mit Horizontalverdachungen, auf der rechten Nordseite sind davon nur zwei ausgebildet. Auf der Rückseite des schlicht verputzten Baus steht ein „dominanter Anbau in modernen Formen“ von 2006.
An den Giebelecken der kleinen Villa befanden sich im Erdgeschoss ursprünglich um 1912 zwei Konsolen, die jeweils eine hölzerne Figur trugen, den Heiligen Florian und den Heiligen Georg, auf Fotos aus dem Jahr 2002 noch zu sehen. Ebenso wie die barocken Gitter dürften die Figuren ebenfalls als Spolien hinzugefügt worden sein.
Die Einfriedung besteht aus in den 2000er Jahren erneuerten Holzzaunfeldern zwischen Sandsteinpfeilern.